# Henrietta Hill Swope
Henrietta Hill Swope (* 26. Oktober 1902 in St. Louis, Missouri; † 24. November 1980 in Pasadena, Kalifornien) war eine US-amerikanische Astronomin, die mehr als 2000 veränderliche Sterne entdeckte. Nach ihr sind der Asteroid 2168 Swope und das Swope-Teleskop des Las-Campanas-Observatoriums in der Nähe von La Serena in Chile benannt.

## Leben
Henrietta Hill Swope war eines von fünf Kindern von Gerard Swope (1872–1927), von 1922 bis 1939 Präsident der General Electric Company, und seiner Frau Mary Dayton, geb. Hill. Ihr Bruder John (1908–1979) war Fotograf und mit der Hollywood-Schauspielerin Dorothy McGuire verheiratet.
Swope besuchte das Barnard College der Columbia University, wo sie 1925 ihren Bachelor machte. Nach einem kurzen Aufenthalt an der School of Commerce und Administration der University of Chicago, einer Vorgängereinrichtung der Booth School of Business, wo sie sich fehl am Platze fühlte (a wee mouse amoung many fiercy cats; dt.: eine arme Maus unter vielen grimmigen Katzen), wechselte sie an das Radcliffe College in Harvard, wo sie 1928 mit dem Master of Arts abschloss. Auf Anregung der Astronomin und damaligen Leiterin des Maria-Mitchell-Observatoriums, Margaret Harwood, bewarb sie sich am Harvard College Observatory, wo sie in den folgenden 14 Jahren mit über 2000 entdeckten veränderlichen Sternen zur erfolgreichsten Astronomin in dieser Sparte nach Henrietta Swan Leavitt wurde.
Während des Zweiten Weltkrieges arbeitete sie ab 1943 als Mathematikerin für das Hydrographische Büro der Marine und für das MIT, dort im Labor für Strahlung (Radiation Laboratory, manchmal auch radar laboratory genannt). Die Stelle bei der Marine hatte sie bis 1947 inne.
Nach dem Ende des Krieges versuchte Henrietta Swope, wieder ans Observatorium in Harvard zurückzukehren, was allerdings nicht gelang, da sie – anders als andere Astronominnen wie Dorrit Hoffleit oder Annie Cannon – nicht bereit war, unentgeltlich oder für ein symbolisches Gehalt zu arbeiten. Daher ging sie ans Barnard College, wo sie von 1947 bis 1952 Lehraufträge für Astronomie übernahm.
1952 versuchte Walter Baade, der am Mount-Wilson- und am Palomar-Observatorium arbeitete, sie für eine Assistentenstelle zu gewinnen. Swope nahm an, allerdings erst nachdem die ihr veraltet vorkommende Stellenbezeichnung computer (was in etwa einem Rechengehilfen entspräche) in assistant geändert worden war. Später hatte sie dort eine eigenständige Stelle als Wissenschaftlerin.
Zusammen mit Baade arbeitete sie zum Andromedanebel und zu verschiedenen Zwerggalaxien. So errechnete sie 1962 die Entfernung der Andromedagalaxie auf 2,2 Millionen Lichtjahre. Außerdem schloss sie aus ihren Forschungen, dass die auf Baade zurückgehende Einteilung der Sterne einer Galaxis in die Gruppen Population I und Population II mindestens bei Zwerggalaxien, um eine dazwischen liegende Klasse verfeinert werden müsse.
Für ihre Arbeiten wurde sie unter anderem 1968 mit dem Annie-Jump-Cannon-Preis für Astronomie und 1975 von der Universität Basel mit der Ehrendoktorwürde ausgezeichnet.
Nach ihrem Eintritt in den Ruhestand ermöglichte sie im Jahre 1967 mit einer Spende von 650.000 US$ ans Carnegie Institute of Washington die Förderung und Weiterentwicklung optischer astronomischer Observatorien in der südlichen Hemisphäre. Die Spende diente dem Ausbau der Infrastruktur des Instituts (Straßen; Wasser- und Energieversorgung) und der Anschaffung eines später nach ihr benannten 40-Inch-Teleskops im institutszugehörigen Las-Campanas-Observatorium. Das Swope-Teleskop nahm 1971 seine Arbeit auf und ist bis heute in Betrieb. Sie hinterließ dem Institut einen beträchtlichen Teil ihres Vermögens mit der Bestimmung, weiterhin Las Campanas und astronomische Forschung generell zu unterstützen und zu fördern.
Henrietta Hill Swope starb mit 78 Jahren in Pasadena in Kalifornien.